# Павловы
Павловы — дворянские роды.
Павловы - (старо)русские роды разного происхождения, казачий, российский и украинский род (роды), в том числе роды русинов Московщины и казаков Подонья, подданные Великого Княжества Московского, царства Русского, крестьянского, казачьего и дворянского сословий Российской империи, граждане Российской и Украинской Республик, в том числе в составе Советского Союза.
В Гербовник внесены четыре фамилии Павловых:
1. Потомки, выехавшего в Москву к великому князю Василию Дмитриевичу (1389—1425) из Золотой орды знатного татарина Ослана-мурзы (после крещения — Прокопий Андреевич Фёдоров) (Герб. Часть III. № 26).
2. Потомки Павла Гавриловича Павлова жалованного за службу поместьем в 1683 году (Герб. Часть VI. № 120)[1].
3. Потомки генералов от инфантерии Ивана и Платона Павловых (Герб. Часть XVIII. № 58).
4. Потомки штабс-капитана Петра Демьяновича Павлова (Герб. Часть XX. № 71).

При подаче документов (07 мая 1686) для внесения рода в Бархатную книгу, были предоставлены: родословная роспись Павловых, наказ Разрядного приказа Петру Фёдоровичу Андрееву Павлову назначенному воеводой в новый Монастырский острог близ Чернигова (1595) и три наказных грамоты Родиону Петровичу Фёдорову назначенному воеводой в Пронск (1611) и Ряжск (1612).
Есть ещё 8 родов Павловых, восходящих к XVII веку, внесённых в VI и II части дворянских родословных книг Московской, Тверской, Тульской, Смоленской, Рязанской и Харьковской губерний.
Есть ещё 82 рода этого имени, позднейшего происхождения.

## Происхождение и история рода
- Потомки, выехавшего в Москву к великому князю Василию Дмитриевичу (1389—1425) из Золотой Орды Ослана-мурзы. Был стольником при дворе великого князя Дмитрия Донского. У них было пять сыновей:
- 1) Арсений — родоначальник Арсеньевых; 2) Фёдор — родоначальник Сомовых; 3) Яков Кременецкий — родоначальник Ждановых и угасших фамилий Кременецких и Яновцевых; 4) Павел — родоначальник Павловых. 5) Лев, по прозвищу «Широкий Рот» — родоначальник Ртищевых[1], Комовых.

Опричниками Ивана Грозного числились:  Василий, Олег, Пронка, Сопрыш и Третьяк Павловы (1573).
Потомки Прокофия Андреевича до конца XVI века, по имени правнука его Андрея Павловича, писались Андреевыми, а впоследствии приняли фамилию Павловых. Из них Пётр Фёдорович Андреев был полковым воеводой в Чернигове (1596). Его сын Родион Петрович Фёдоров-Павлов воевода в Пронске и Ряжске (1611—1612). Его внук Родион Михайлович воевода в Верхотурье и Мангазее (1663-1668), в Нежине, в Верхотурье (1678-1681), стольник (1676), думный дворянин (1686) и наместник болховский, окольничий (1690-1692) (умер в 1695).  Этот род Павловых внесён в VI часть родословной книги Калужской губернии.
- Потомки Павла Гаврилова сына Павлова, за службу жалован поместьями (1683); равным образом и потомки его, многие служили Российскому престолу дворянские службы в разных чинах. Всё это доказывается выписками из писцовых книг, копией с определения Слободско-Украинского Дворянского Собрания и другими справками.

## Описание гербов

#### Герб Павловых 1785 г.
В Гербовнике Анисима Титовича Князева 1785 года имеется изображение печати с гербом Петра Никитича Павлова и его сына Александра: в синем поле щита изображена золотая баранья голова. Щит увенчан коронованным дворянским шлемом без клейнода на шее. Нашлемник - три страусовых пера. Цветовая гамма намёта не определена.

#### Герб. Часть III. № 26.
Герб рода Павловых: щит разделён перпендикулярно на два поля, золотое и красное, в которых изображена баранья голова с чёрными рогами. Щит увенчан обыкновенным дворянским шлемом с дворянской на нём короной и тремя страусовыми перьями. Намёт на щите красный, подложен золотом.

#### Герб. Часть VI. № 120.
Герб потомства Павла Гавриловича Павлова: в щите, имеющем красное поле, изображён серебряный гриф, обращённый в правую сторону.
Щит увенчан дворянскими шлемом и короной, на поверхности которой виден наполовину выходящий гриф и серебряный рог. Намёт на щите красный, подложен золотом.

#### Герб. Часть XVIII. № 58.
Герб генералов от инфантерии Ивана и Платона Павловых и их сыновей: щит поделён на четыре части. В первой и четвёртой частях чёрная бычья голова с красными глазами. Во второй и третьей, голубых частях, накрест два серебряных с золотыми рукоятками мечи, остриём вниз. Над щитом коронованный дворянский шлем. Нашлемник - пять страусовых перьев: среднее - голубое, второе и четвёртое - серебряные, крайние - голубые. Намёт голубой с серебром.

#### Герб. Часть XX. № 71.
Герб потомства штабс-капитана Петра Демьяновича Павлова:  в серебряном дамасцированном щите Антониев крест. В опрокинутой Т-образной части, вертикально, серебряный с золотой рукоятью пламенный меч, остриём вверх. Рукоятка меча обвита чёрным тернием. Над щитом дворянский коронованный шлем. Нашлемник - три страусовых пера: среднее - красное, крайние - серебряные. Намёт красный с серебром. Девиз <<ЧЕСТНОСТЬ И СТОЙКОСТЬ>> красными буквами на серебряной ленте.

## Известные представители
- Павлов Тимофей — голова в Ельце (1602—1603).
- Павлов Тимофей Андреевич — воевода в Зарайске (1615—1618), в Венёве (1619—1620), московский дворянин (1627).
- Павлов Афанасий Александрович — воевода в Мещовске (1627).
- Павловы: Никита Денисович, Иван Васильевич, Иван Иванович, Афанасий Александрович — козельские городовые дворяне (1627—1629).
- Павлов Василий Андреевич — белёвский городовой дворянин (1627—1629).
- Павлов Яков Галактионович — каширский городовой дворянин (1627—1629).
- Павлов Михаил Данилович — стольник патриарха Филарета (1627—1629), московский дворянин (1636—1677).
- Павловы: Селуян Васильевич, Михаил Тимофеевич, Михаил и Григорий Родионовичи, Василий Иванович, Фёдор и Алексей Даниловичи — московские дворяне (1627—1658).
- Павлов Тимофей Семёнович — московский дворянин (1636—1640), стряпчий (1682), стольник (1686—1692).
- Павлов Михаил Тимофеевич — воевода в Сапожке (1637—1639), в Кашире (1651).
- Павлов Фёдор Данилович — воевода в Одоеве (1638—1639), в Михайлове (1651), в Кузнецке (1656).
- Павлов Завьял — подьячий, воевода в Курмыше (1661).
- Павлов Михаил Данилович — воевода в Тюмени (1661—1664).
- Павлов Фёдор Васильевич — московский дворянин (1676—1677), стольник царицы Евдокии Фёдоровны (1692).
- Павлов Иван — воевода в Короче (1678—1679).
- Павлов Иван Семёнович — воевода в Нарыме и Кетском остроге (1681—1686).
- Павлов Карп Фёдорович — воевода в Таре (1683—1686), стряпчий (1686), стольник (1686—1692),
- Павлов Фёдор Михайлович — воевода в Илимске (1686).
- Павлов Степан Фёдорович — стольник царицы Прасковьи Фёдоровны (1686—1692).
- Павлов Иван Иванович — стольник царицы Прасковьи Фёдоровны (1686 и 1692), стольник (1687—1692).
- Павлов Фёдор Карпович — стольник царицы Евдокии Фёдоровны (1692).
- Павловы: Осип Афанасьевич, Никифор Степанович, Кондратий Васильевич, Иван Фёдорович, Иван большой и Иван меньшой Осиповичи, Кузьма и Иван Борисовичи — стряпчие (1662—1692).
- Павловы: Родион Алексеевич, Михаил Фадеевич, Михаил Тарасович, Пётр и Константин Фадеевичи, Иван Леонтьевич, Андрей Тимофеевич — московские дворяне (1679—1692).
- Павловы: Фёдор Андреевич, Сергей и Пётр Родионовичи, Михаил Иванович, Иван Семёнович, Фёдор и Иван Михайловичи, Иван Кузьмич, Григорий Афанасьевич, Семён, Василий Фёдорович, Василий Кондратьевич — стольники (1680—1693).
- Павловы: Никита, Иван и Василий Павловичи — дьяки (1692—1712)[8][9].
- Павлов, Алексей Александрович — чиновник для особых поручений и член Священного Синода, член Комиссии духовных училищ, один из кураторов духовных образовательных учреждений, участник борьбы с антиправославной деятельностью проповедников-евангелистов в Российской империи в начале XIX века, муж Анны Ермоловой, сестры генерала Алексея Ермолова.